# 東郷克美

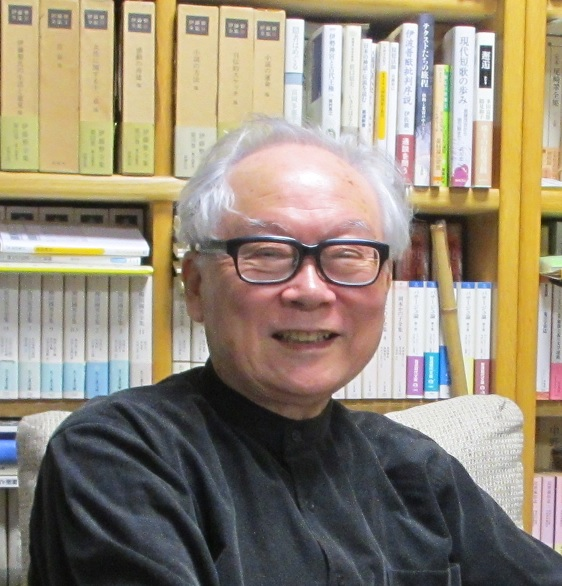
東郷克美

東郷 克美（とうごう かつみ、男性、1936年12月9日 - ）は、日本の日本文学研究者。専門は日本近代文学。早稲田大学名誉教授。

## 来歴
鹿児島県さつま町出身。1959年早稲田大学教育学部国語国文学科卒業。安田女子高等学校教諭、東京都立深川高等学校、東京都立小平高等学校、早稲田大学高等学院の教諭を経て、1971年成城短期大学専任講師。1979年成城大学文芸学部助教授、1982年同教授。1993年早稲田大学教育学部教授。2006年、同大学を定年退職、名誉教授。

## 人物
- 教え子に重松清[2]、石原千秋がいる。
- 泉鏡花や太宰治などを論じ、『井伏鱒二全集』（筑摩書房）の編纂を行った[1]。
- 2002年に『太宰治という物語』で第10回やまなし文学賞を受賞[1][3]。

## 著書
- 『異界の方へ 鏡花の水脈』有精堂出版 1994
- 『太宰治という物語』筑摩書房 2001
- 『佇立する芥川龍之介』双文社出版 2006
- 『ある無名作家の肖像』翰林書房 2007
- 『太宰治の手紙』大修館書店　2009
- 『井伏鱒二という姿勢』ゆまに書房　2012

### 編著
- 『太宰治』渡部芳紀共編 双文社出版 1974
- 『日本文学史概説 近代編』平岡敏夫共著 有精堂出版 1979
- 『日本文学研究資料新集 泉鏡花』 有精堂 1991
- 『太宰治事典』 学燈社 1995
- 『井伏鱒二 昭和作家のクロノトポス』寺横武夫共編 双文社出版 1996
- 『井伏鱒二の風貌姿勢』(「国文学解釈と鑑賞」別冊) 至文堂 1998
- 『近代小説<異界>を読む』高橋広満共編 双文社出版 1999
- 『近代小説<都市>を読む』吉田司雄共編 双文社出版 1999
- 『井伏鱒二全集索引』 双文社出版 2003

## 論文
- CiNii 東郷克美